# Francesc Serés Guillén
Francesc Serés Guillén (Saidí, Baix Cinca, 22 de desembre de 1972) és un escriptor franjolí en llengua catalana establert a la Garrotxa. La seva obra literària inclou títols com De fems i de marbres (2003), La força de la gravetat (2006), Caure amunt. Muntaner, Llull, Roig (2008), Contes russos (2009) La pell de la frontera (2014) o La casa de foc (2020). Els seus textos han estat traduïts a diferents llengües i han estat guardonats amb el Premi Nacional de Literatura i el Premi Ciutat de Barcelona, entre d'altres. Col·labora habitualment al diari Ara i a altres mitjans de premsa escrita. Entre 2016 i 2021 fou director de la Residència Faber, a Olot. El juny del 2021 fou nomenat director de l'Institut Ramon Llull, del qual ja era director de l'Àrea de Creació des del desembre del 2018. Tot i això, mesos més tard renuncià al càrrec per motius personals i el 5 de novembre de 2021 es nomenà Pere Almeda com a director de la institució.

## Biografia
Va néixer el 1972 a la població de Saidí, situada a la comarca del Baix Cinca. Establert al Sallent, Garrotxa, va estudiar Belles Arts i posteriorment Antropologia a la Universitat de Barcelona, on es va llicenciar els anys 1996 i 1998, respectivament. Més endavant compaginà l'escriptura amb la docència. El 2016 fou un dels promotors de la creació de la Residència Faber, una residència d'arts i humanitats establerta a Olot. També ha exercit com a professor de català.

## Obra literària
És autor de les novel·les Els ventres de la terra (2000), L'arbre sense tronc (2001) i Una llengua de plom (2002), trilogia posteriorment publicada amb el títol De fems i de marbres (2003). Després ha escrit el llibre de contes La força de la gravetat (2006) i el llibre de cròniques La matèria primera (2007), Premi Octavi Pellissa 2004. Caure amunt. Muntaner, Llull, Roig (2008) recull tres obres de teatre basades en la vida i l'obra d'aquests escriptors catalans. Contes russos (2009) és una antologia de contes d'escriptors russos imaginaris, heterònims de l'autor. Mossegar la poma (2012) és un recull de 37 relats sobre l'amor i el desamor. A La pell de la frontera (2014) Serés cultiva el gènere de l'assaig per parlar de la situació dels temporers al Baix Cinca, la seva terra d'origen, i el Segrià. Amb La casa de foc (2020), Serés torna a la novel·la en una història ambientada a la vall del Ser (comarca de la Garrotxa).
L'any 1999 fou finalista del Premi Pere Calders de Literatura Catalana per Els ventres de la terra, obra per la qual va rebre el 2001 el Premi Pedro Saputo de las Letras Aragonesas, en la modalitat de llengua catalana. La seva segona obra, L'arbre sense tronc fou guardonada amb el X Premi Ciutat de Badalona de Narrativa el 2001. L'any 2004 fou guardonat amb el Premi Octavi Pellissa pel text La matèria primera, que publicà tres anys després. El 2007 fou guardonat amb el Premi Crítica Serra d'Or de narració per La força de la gravetat, la mateixa obra que l'ha fet ser el guardonat amb el Premi Nacional de Literatura concedit per la Generalitat de Catalunya. L'any 2010 li va ser concedit el Premi Ciutat de Barcelona de Literatura en Llengua Catalana i el Premi de la Crítica de narrativa catalana per Contes russos. El mateix any es representà No som res a càrrec de la companyia Dosics. També es publicà la seva primera obra adreçada al públic infantil i juvenil, El llarg viatge d'A. La seva darrera obra, La casa de foc, li va valer el Premi Proa de Novel·la 2020 i el Premi Llibreter de Literatura Catalana 2021.
L'octubre de 2022 publicà La mentida més bonica, una novel·la on analitza el desencís del país després del procés.

## Obra publicada
- 2000 — Els ventres de la terra. Columna, Barcelona.
- 2001 — L'arbre sense tronc. Columna, Barcelona.
- 2002 — Una llengua de plom Quaderns Crema, Barcelona.
- 2003 — De fems i de marbres. Quaderns Crema, Barcelona.
- 2006 — La força de la gravetat. Quaderns Crema, Barcelona.
- 2007 — La matèria primera. Empúries, Barcelona.
- 2008 — Caure amunt. Muntaner, Llull, Roig. Quaderns Crema, Barcelona.
- 2009 — DD.AA., Matar en Barcelona (antologia de relats), Alpha Decay, Barcelona.
- 2009 — Contes russos. Quaderns Crema, Barcelona.[10]
- 2010 — El llarg viatge d'A. Cruïlla, Barcelona.
- 2012 — Mossegar la poma. Quaderns Crema, Barcelona.
- 2014 — La pell de la frontera. Quaderns Crema, Barcelona
- 2020 — La casa de foc. Proa, Barcelona. 2n Premi Proa de Novel·la[11] i XXII Premi Llibreter en la categoria de Literatura Catalana[12]
- 2022 — La mentida més bonica. Proa. Barcelona
- 2024 — El món interior. Proa. Barcelona[13]